# Premier combat de Louvain
Guerre des Paysans
Batailles
- Saint-Nicolas
- 1er Boom
- Merchtem
- Zele
- Malines
- 2e Boom
- Hooglede
- Moorslede
- Zonnebeke
- 1er Diest
- 1er Louvain
- Alost
- Turnhout
- Enghien-Hal
- Hérinnes
- Audenarde
- Leuze
- 2e Louvain
- Ingelmunster
- Duffel
- Herentals
- Arzfeld
- Clervaux
- Amblève
- Stavelot
- Pollare
- Londerzeel
- Kapelle-op-den-Bos
- Bornem
- Meerhout
- 2e Diest
- 3e Diest
- Mol
- Jodoigne
- Marilles
- Beauvechain
- Hélécine
- Kapellen
- Meylem
- Hasselt

Le premier combat de Louvain est un épisode la guerre des Paysans qui voit les insurgés (ou « brigands (nl) » selon les Français) tenter de s'emparer de la ville de Louvain du 25 au 27 octobre 1798. Les attaques sont repoussées par les Républicains.

## Prélude
Après leur défaite subie au combat de Malines, une partie des insurgés décide d'attaquer la ville de Louvain. Celle-ci est faiblement défendue et sa population ne semble guère acquise aux républicains. Le 4 décembre 1799, l'administration centrale de la Dyle déclarait : « Il y a ici trois cents patriotes dignes de confiance, beaucoup de gens paisibles et le reste mal intentionnés. »
Les insurgés pillent au passage la maison du commissaire du Directoire à Haacht. Le tocsin retentit et des habitants du pays se joignent aux arrivants venus de Flandre. Aarschot est envahie par 300 paysans qui tuent, blessent ou capturent quelques administrateurs. Du 23 au 24, Herent, Rotselaar, Meerbeek, Everberg, Bertem, Huldenberg, Rhode-Sainte-Agathe, Overijse et Sint-Joris-Weert se révoltent, ainsi que tout le Hageland : Louvain se retrouve encerclée par les communes en insurrection. La ville, défendue par seulement 18 fantassins et 9 gendarmes, réclame des secours et écrit à Bruxelles et au général Beguinot. Une milice bourgeoise de 3 compagnies est formée à la hâte, commandée par Pierre Gens. Au total, les républicains rassemblent environ 280 hommes. La municipalité affiche un décret dans lequel elle proclame que : « Quiconque se permettra de tirer sur les militaires français ou sur les patriotes de la commune, sera fusillé sur-le-champ. La maison d'où partiront des coups de fusil ou d'où l'on jettera sur les militaires français ou les patriotes, sera brûlée sur-le-champ. Toute maison dont on se permettra de fermer la porte aux défenseurs de la patrie, sera brûlée sur-le-champ et celui qui la fermera, fusillé. »
Les insurgés flamands et brabançons progressent vers Louvain, ils envahissent Wijgmaal, Winghe-Saint-Georges et Lubbeek, le 24 les premières bandes apparaissent aux portes de Louvain. Mais les rebelles tardent à attaquer et laissent aux républicains le temps de s'organiser malgré leur faible nombre. Finalement, le 25 octobre, une colonne d'insurgés rassemblée à Diest quitte la ville à 6 heures du matin et marche sur Louvain. Son avant-garde est estimée par les éclaireurs républicains à 3 000 hommes. En réalité, Eelen quitte Diest avec 800 paysans, d'autres rallient ses forces par la suite et au total 1 500 hommes prennent part à l'attaque. Les républicains de Louvain envoient alors quelques volontaires à la rencontre des insurgés où ils effectuent un combat de tirailleurs. À la tête des Brabançons, Eelen se porte sur Aarschot où il rejoint les Flamands.

## Déroulement

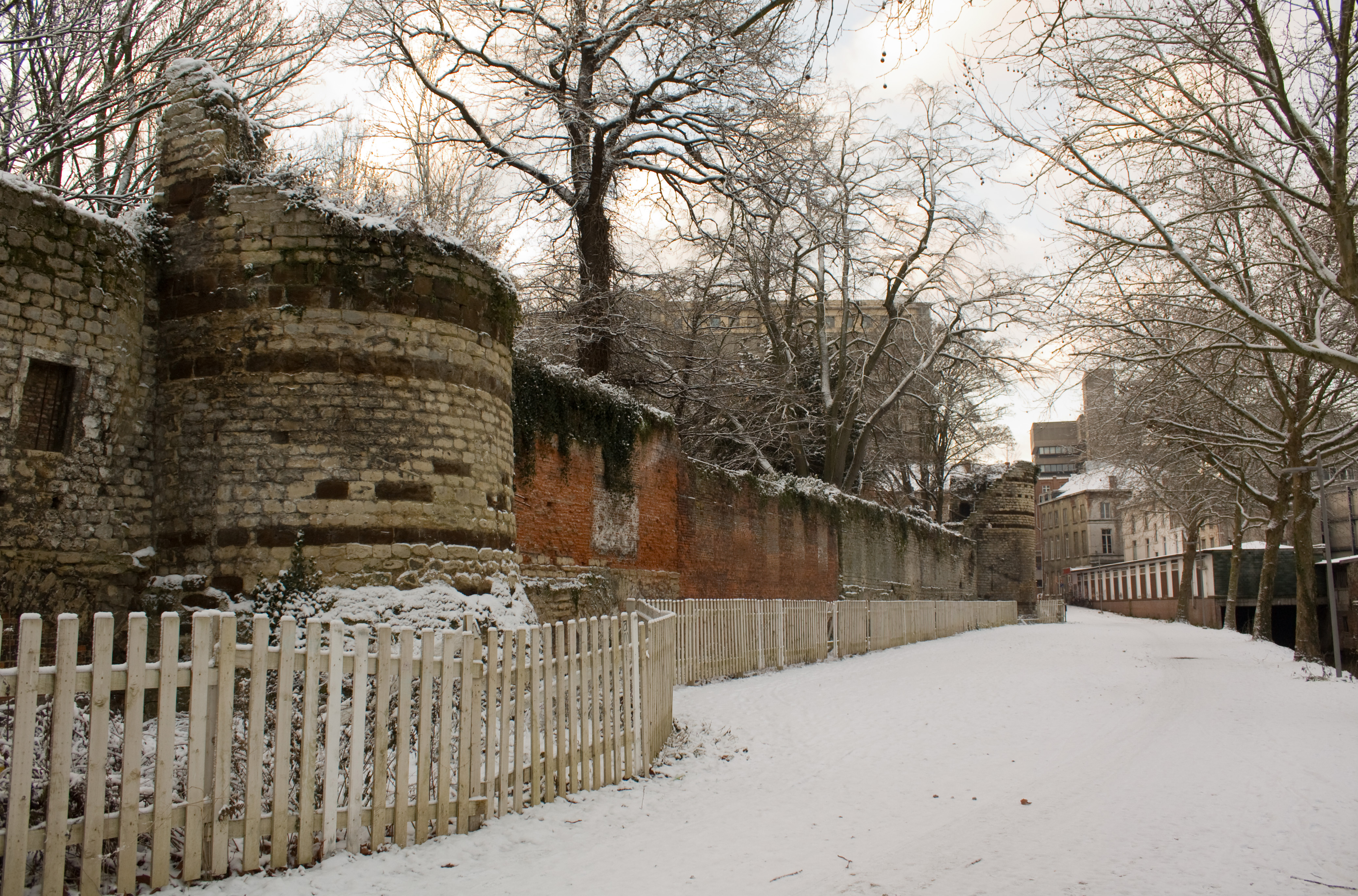
Vestiges des murailles de Louvain.

### Préparatifs
La première colonne insurgée arrive en vue de Louvain dans la soirée mais elle ne tente aucune attaque. Leur quartier-général est établi à l'abbaye de Vlierbeek et des postes avancés sont placés devant les portes de Diest et du Canal, en revanche les portes de Tirlemont, de Parc, de Namur, d'Heverlee, de Tervueren et de Bruxelles ne sont pas inquiétées,. Pendant ce temps, à Aarschot, dans la nuit du 25 au 26, les rebelles de la 2e colonne arrachent les gouttières du couvent des capucins et chargent un chaudronnier de leur fabriquer des balles pour les fusils. 

### Journée du 26 octobre
Le 26 octobre, à midi, les paysans sortent de l'abbaye et commencent l'attaque sur Louvain. Ils se heurtent en chemin à une patrouille des milices bourgeoises qui résiste un moment, bientôt soutenue par quelques renforts. Des curieux, spectateurs du combats, prennent la fuite aux premiers coups de feu, les rebelles croient le républicains en fuite et chargent. Les gendarmes à cheval couvrent la fuite des fantassins et les républicains se replient derrière les murs de la ville talonnés par les insurgés qui tentent d'emporter les portes dans la foulée. L'affrontement au pied des remparts dure trois quarts d'heures, mais les insurgés finissent par être repoussés et laissent 7 morts. Les défenseurs envoient un détachement les poursuivre, qui capture un insurgé mais doit se replier sur la ville après avoir perdu deux hommes.
Des exactions sont commises pendant ce combat, des habitants sont massacrés par les républicains dans les faubourgs et les insurgés fusillent également deux hommes accusés de « trahison » pour avoir soutenu les républicains.
Les rebelles ne renoncent pas et se maintiennent à proximité de la ville. Pendant la nuit cependant, les défenseurs reçoivent le renfort de 60 volontaires bruxellois commandés par l'adjudant-général Frantzen avec 4 500 cartouches.

### Journée du 27 octobre
Une nouvelle attaque est tentée le lendemain, les paysans assaillent les portes de l'Eau et de Diest à l'est tandis qu'un groupe de 300 rebelles quitte Wijgmaal, entre dans Herent et menacent la porte de Malines au nord-ouest. L'adjudant-général Frantzen fait une sortie et se porte à la rencontre de cette dernière troupe avec ses volontaires et les gendarmes à cheval du commandant Vaillant. Le combat s'engage au village de Wilsele, mais les cavaliers se retrouvent séparés de l'infanterie et assaillis par les rebelles. Un gendarme est tué et deux autres sont blessés, les républicains battent en retraite et se replient sur la ville. Selon le rapport du général Beguinot, environ 30 rebelles ont été tués pendant ce combat.
Mais dans l'après-midi, les républicains sont secourus par d'importants renforts, une troupe de 600 hommes arrive depuis la Meuse-Inférieure tandis qu'une colonne de 500 hommes menée par l'adjudant-général Durutte reprend Diest sans combattre et arrive à Louvain à trois heures de l'après-midi. Découragés par l'arrivée de ces renforts, les insurgés abandonnent le siège,.

## Conséquences
Abandonner Louvain est synonyme de lourde défaite pour les Paysans. Si les villes de Louvain, Malines, Lierre, Turnhout et Diest avaient pu être conquises, Anvers, Bruxelles et Gand auraient pu être coupées de leur approvisionnement.